# Viktor Skoumine
Viktor Andreïevitch Skoumine (en russe : Ви́ктор Андре́евич Ску́мин) est un médecin, psychiatre et essayiste russe né en 1948 en Union soviétique dans l'actuelle Russie.

## Biographie
Viktor Skoumine est né dans l'oblast de Penza en Russie le 30 août 1948, son père était officier du MGB.
En 1973, il sort diplômé avec les honneurs de l'Université nationale de médecine de Kharkiv.
De 1976 à 1980, il travaille à l'Institut national de chirurgie cardiovasculaire de Kiev (ru). Il est le premier à décrire en 1978 le syndrome auquel il a donné son nom, le syndrome de Skoumine, une forme d'anxiété subie par les personnes auxquelles a été implantée une valve cardiaque artificielle.
De 1980 à 1990, Viktor Skoumine enseigne à l'académie médicale de formation spécialisée de Kharkiv (en). Il décrit en 1991 le syndrome du fantôme névrotique somatique.
De  1990 à 1994, il est professeur à Académie culturelle d'État de Kharkiv. En 1994, il fonde l'Organisation publique internationale – Organisation mondiale de culture de santé. Il est auteur de chansons, poèmes et œuvres littéraires qui ont été publiées dans le magazine littéraire Berezil.
The Epoch Times en 2022 a rapporté la participation de Viktor Skoumine à des expériences psychologiques avec des plantes.

## Principales publications
- (en) Viktor Andreïevitch Skoumine, Boundary psychic disfunctions in infants and teenagers suffering from chronic disorders in digestive system (clinical picture, systematism, treatment, psychic prophylaxis), Open Gray, 1989 (lire en ligne)

## Annexe

### Liste des publications
- (en) « Harvard Library: Skumin V A [Viktor Skoumine] » (consulté le 20 février 2020)
- (ru) « BIBLUS : Виктор Андреевич Скумин [Viktor Skoumine] » [archive du 18 mai 2012] (consulté le 20 février 2019)